# Louis de Gonzague-Frick
Louis de Gonzague-Frick (Parigi, 13 marzo 1883 – Parigi, 9 aprile 1958) è stato un poeta e critico letterario francese.

## Biografia
Alla morte del padre ereditò la direzione di un quotidiano di borsa che tentò invano di trasformare in gazzetta letteraria. L'amicizia con Guillaume Apollinaire ebbe un'influenza considerevole sulla sua produzione. Si interessò al surrealismo (il suo nome apparve su La Révolution surréaliste) e si avvicinò a Robert Desnos e al suo circolo di amici. Fu il fondatore di movimenti d'avanguardia come il Lunanisme o il Druidisme. La sua firma apparve su varie riviste, tra cui, La Phalange, L'Intransigeant e Comœdia.
Nel 1934, firmò il manifesto del Transhylisme con Louis Cattiaux e Jules Supervielle.
Collaborò (con lo pseudonimo di André Dupont) anche alla rivista Les écrits français, curando le rubriche «Fastes» e «Funérailles». Su queste colonne rese un omaggio accorato a Pierre Souvestre.
Fernande Olivier ha descritto Louis con queste parole:
(Fernande Olivier)

## Opere
- L'enchiridion de Jaldabaoth, 1911.
- Girandes, éditions du Carnet Critique, 1919.
- Les poètes contre la guerre, anthologie de la poésie française 1914-1919, Ed du Sablier, 1920, a cura di Jules Romains e Georges Duhamel.
- Le Calamistré alizé, recueil de poèmes érotiques, Ed. Kra, 1921.
- Vibrones, 1932.
- Quantité discrète ("avec un dessin perceptif de la Phalerienne"[5]) éditions du dauphin, 1946.
- Attente de Thrasybule, 1947.
- Statures lyriques, 1955.
- Odduaphanies, 1956.

## Filmografia

### Attore
- Zero in condotta (Zéro de conduite) di Jean Vigo (1933)
- L'Affaire Lafarge di Pierre Chenal (1938)

## Premi
- 1956 - Prix de l'Académie française alla carriera.[6]

## Curiosità
- Nel romanzo di Roland Dorgelès Le cabaret de la Belle-Femme, il personaggio Crécy-Gonzalve è chiaramente ispirato a Gonzague-Frick.